# Bruneis nationalvåben
Den nationale emblem af Brunei har plads på midten af landets flag. 
Emblemet blev vedtaget i 1940. Der er fem vigtige komponenter i det nationale emblem: flaget, den royale parasol, vinger, hænder, og en halvmåne.
Under halvmånen er et banner, hvor både halvmånen og banneret er afmærket med gule bogstaver på arabisk:
- På halvmånen står Bruneis nationale motto: "man skal altid gøre tjeneste med Guds vejledning" (الدائمون المحسنون بالهدى).
- På banneret står statens navn: Brunei Darussalam (بروني دارالسلام), bogstaveligt talt "Brunei, bolig for fred".

## Design
Alle elementer på toppen er røde. På nogle versioner har de sorte konturer; andre har farveløs skitserer.
- Det lille stutflag og parasol (payung ubor-ubor) er regalier af sultanens monarki,[1] og har været den kongelige insignier siden oprettelsen af logoet. (Se også: chhatra, religiøs parasol)
- Vingerne, som symboliserer beskyttelse af retfærdighed, fred, velstand og fred.
- Nedenfor disse er en halvmåne, som er et symbol på Islam, statsreligionen i Brunei.
- På siderne, er der opadvendte hænder. De angiver, at regeringen har pligt til at bevare og fremme velfærd for borgerne og at beskytte folket.

## Tidligere emblemer
- Emblem fra 1932-50
- Emblem fra 1950-59

## References
1. ↑  Sidhu, Jatswan S. (2009). Historical Dictionary of Brunei Darussalam. Scarecrow Press. s. 87. ISBN 978-0-8108-7078-9.

| Heraldik | Spire Denne artikel om heraldik er en spire som bør udbygges. Du er velkommen til at hjælpe Wikipedia ved at udvide den. |